# Olympische Winterspiele 1936/Teilnehmer (Schweiz)
| Gelbes Symbol für Goldmedaillen mit stilisierten Olympischen Ringen | Graues Symbol für Silbermedaillen mit stilisierten Olympischen Ringen | Braundes Symbol für Bronzemedaillen mit stilisierten Olympischen Ringen |
| ------------------------------------------------------------------- | --------------------------------------------------------------------- | ----------------------------------------------------------------------- |
| 1                                                                   | 2                                                                     | —                                                                       |

Die Schweiz nahm an den IV. Olympischen Winterspielen 1936 in Garmisch-Partenkirchen mit einer Delegation von 34 Athleten teil, davon 4 Frauen (ohne die im Training gestürzte Anny Rüegg). Diese traten in 7 Sportarten an und konnten eine Gold- und zwei Silbermedaillen erringen. Damit erreichte die Schweiz Rang 5 im Medaillenspiegel.
Der erfolgreichste Teilnehmer der Schweiz war Joseph Beerli, der im Viererbob eine Goldmedaille und im Zweierbob eine Silbermedaille gewann.

## Teilnehmer nach Sportarten

### Bobsport(8)
Viererbob I 
- Reto Capadrutt
- Hans Aichele
- Fritz Feierabend
- Hans Bütikofer

Viererbob II 
- Pierre Musy
- Arnold Gartmann
- Charles Bouvier
- Joseph Beerli

Zweierbob I (Platz 7)
- Reto Capadrutt
- Charles Bouvier

Zweierbob II 
- Fritz Feierabend
- Joseph Beerli

### Eishockey(12)
Männer (Platz 13)
- Albert Künzler
- Arnold Hirtz
- Oskar Schmidt
- Ernst Hug
- Adolf Martignoni
- Hans Cattini
- Richard Torriani
- Ferdinand Cattini
- Herbert Kessler
- Otto Heller
- Charles Kessler
- Thomas Pleisch

### Eiskunstlauf(3)
Frauen
- Angela Anderes (Platz 13)
- Hertha Frey-Dexler (Platz 19)

Männer
- Lucian Büeler (Platz 17)

### Langlauf(4)
18 km
- August Sonderegger (Platz 26)
- Willy Bernath (Platz 31)
- Adolf Freiburghaus (Platz 40)
- Eduard Müller (Platz 51)

### Nordische Kombination(3)
Männer
- Oswald Julen (Platz 21)
- Willy Bernath (Platz 22)
- Ernst Berger (Platz 30)

### Ski Alpin(3)
Frauen
- Marcelle Bühler
- Anny Rüegg (gestürzt im Training, an keinen Wettkämpfen teilgenommen)
- Erna Steuri

### Skispringen(3)
Männer
- Richard Bühler (Platz 19)
- Marcel Reymond (Platz 28)
- Reto Badrutt (Platz 34)